# 受生
《受生》（英語：Begotten）是一部上映于1989年的实验电影、黑暗奇幻恐怖电影，由伊里亚斯·墨西格自编自导。
影片取自宗教题材，改編自圣经里创世纪的故事。墨西格的创作灵感来自于他19岁时所经历一次车祸的濒死体验。影片中没有任何人物对话，代之以大量对人类痛苦、受难的原始刻画来讲述故事。
电影的拍摄采用了黑白反转片，而且经过特殊的后期处理，使影像仅由黑白两色构成，几乎没有灰度可言。这加深了影片的怪异氛围，以至于有时观众不能分辨出明确的物象，但仍然可感受到痛苦惊悚的氛围。预告片中把本片描述为“一次视觉的墨迹测验”。墨西格声称原片的每一分钟都经过了长达十个小时的后期处理，以使最终的影片达到预期的视觉效果。
墨西格透露这部影片只是他计划创作的三部曲中的第一部。但他在资金方面遇到了困难，无法确定另外两部影片是否能够拍摄、以及将何时拍摄。
瑪麗蓮·曼森的专辑《Antichrist Superstar》中的歌曲"Cryptorchid"的MV由墨西格导演，其中使用了本片的若干镜头。

## 剧情
上帝穿着长袍，用刀刺自己，血流不止，最后死亡。大地母亲从上帝的残骸中爬出，把上帝的精液射到自己体内。大地母亲怀孕，走进一片广阔而贫瘠的大地，生下了不断抽搐的大地之子。大地母亲抛弃大地之子独自离开。
大地之子遇到一群蒙面的游牧人，他们用一根很长的脐带或者绳子绑住他。大地之子不断吐出体内的器官，游牧人很高兴，把器官当礼物收下。游牧人最后把大地之子带去火堆烧死。大地母亲遇到复活的大地之子并安慰他。她用一根类似的脐带绑住大地之子。游牧人又出现了，奸杀了大地母亲，留下大地之子。
一群人出现，把大地母亲带到另一个地方，将她肢解，然后又回来找大地之子。大地之子随后也被肢解。这群人随后埋葬了尸体。他们被埋葬的地方开满了鲜花。镜头给出上帝自杀的模糊照片，闪回画面中，大地母亲和大地之子在森林中游荡。

## 演员
- 唐娜·登普西 飾 大地母亲
- 布赖恩·萨尔茨堡 飾 上帝
- 斯蒂芬·查尔斯·巴里 飾 大地之子